# Mauritz Vellingk
Mauritz Vellingk (ur. 1651, zm. 1727) – szwedzki oficer i dyplomata, baron, później hrabia.
Gubernator miasta Brema (Niemcy), należącego wówczas do Szwecji. Szwedzki poseł (envoyé) w Polsce w latach 1699–1700.